# The Great Adventures of Captain Kidd
The Great Adventures of Captain Kidd é um seriado estadunidense de 1953, gênero aventura, dirigido por Derwin Abrahams e Charles S. Gould, em 15 capítulos, estrelado por Richard Crane e David Bruce. Foi produzido e distribuído pela Columbia Pictures, e veiculou nos cinemas estadunidenses a partir de 17 de setembro de 1953.
Foi o 52º entre os 57 seriados produzidos pela Columbia Pictures, e foi baseado na figura histórica do Captain William Kidd.

## Sinopse
Em 1697, os agentes Richard Dale e Alan Duncan são enviados numa missão secreta pela frota britânica para encontrar e reunir informações sobre o notório pirata Capitão William Kidd. Dale e Duncan se juntam à tripulação de Kidd e descobrem, para sua surpresa, que o capitão é muito diferente do que eles esperavam.

## Elenco
- Richard Crane … Richard Dale
- David Bruce … Alan Duncan
- John Crawford … Capt. Kidd. Crawford foi igualmente proficiente em interpretar personagens boas e más. Sua personificação foi adicionada à ambigüidade sobre o Capitão Kidd ser culpado ou inocente.[3]
- George D. Wallace … Buller
- Lee Roberts … Devry
- Paul Newlan … Long Ben Avery
- Nick Stuart … Dr. Brandt
- Terry Frost … Moore
- John Hart … Jenkins
- Marshall Reed … Capt. Culliford
- Eduardo Cansino Jr. … Nativo
- Willetta Smith ... Princesa
- Louis Merrill ... Lord Bellmore

## Produção
Esta foi o último seriado de fantasia e possivelmente a mais fiel das raras incursões seriais no gênero capa e espada desde Pirate Treasure.
O roteiro foi baseado na possibilidade de que o verdadeiro capitão Kidd foi mal julgado, em um julgamento injusto.
Cenas de arquivo de longa-metragens permitiram a inclusão de cenas marítimas, o que seria demasiado caro para um filme com um orçamento de seriado. Isto resultou em que, de acordo com o Cline, tivesse "um sabor único pelo qual é lembrado com carinho".

## Capítulos
1. Pirate vs. Man-of-War
2. The Fatal Shot
3. Attacked by Captain Kidd
4. Captured by Captain Kidd
5. Mutiny on the Adventure's Galley
6. Murder on the Main Deck
7. Prisoners of War
8. Mutiny Unmasked
9. Pirate Against Pirate
10. Shot from the Parapet
11. The Flaming Fortress
12. Before the Firing Squad
13. In the Hands of the Mohawks
14. Pirate Gold
15. Captain Kidd's Last Chance

Fonte: